# رون ستون (لاعب كرة قدم)
رون ستون (بالإنجليزية: Ron Stone)‏ هو لاعب كرة قدم نيوزلندي، ولد في 8 أبريل 1913 في نيوزيلندا، وتوفي في 4 سبتمبر 2006 في كرايستشرش في نيوزيلندا. شارك مع منتخب نيوزيلندا لكرة القدم. أما مع النوادي، فقد لعب مع Auckland Thistle ‏.